# Voli spaziali con equipaggio umano dal 1970 al 1979
La seguente è una lista dettagliata dei voli spaziali con equipaggio umano dal 1970 al 1979. Sono inclusi tutti i voli che hanno raggiunto un'altitudine di almeno 100 km, ossia la definizione della Federazione Aeronautica Internazionale di volo spaziale e i voli per i quali era prevista una quota di almeno 100 km ma che a causa di vari incidenti non l'hanno raggiunta.
- In rosso sono evidenziati gli incidenti che hanno provocato la perdita di vite umane.
- In giallo sono evidenziati i voli spaziali suborbitali (inclusi i voli che a causa di malfunzionamenti non hanno raggiunto la quota prevista).
- In grigio sono evidenziati i voli sulla Luna.

| Sommario • Anni 1960 • Anni 1970 • Anni 1980 • Anni 1990 • Anni 2000 • Anni 2010 • Anni 2020 |                                                         |                                                         |                                                         |                                                         | |
| Equipaggio                                                                                   | Lancio Velivolo                                         | Stazione                                                | Stazione                                                | Rientro Velivolo                                        | Breve descrizione della missione |
| 1970                                                                                         |                                                         |                                                         |                                                         |                                                         | |
| Jim Lovell Jack Swigert Fred Haise                                                           | 11 aprile 1970 Apollo 13                                | 11 aprile 1970 Apollo 13                                | 17 aprile 1970 Apollo 13                                | 17 aprile 1970 Apollo 13                                | Fallisce l'atterraggio sulla Luna a causa di una esplosione a bordo; tutti i membri dell'equipaggio sono sopravvissuti. |
| Andrijan Nikolaev Vitalij Sevast'janov                                                       | 1º giugno 1970 Sojuz 9                                  | 1º giugno 1970 Sojuz 9                                  | 19 giugno 1970 Sojuz 9                                  | 19 giugno 1970 Sojuz 9                                  | Studi sugli effetti della permanenza prolungata dell'uomo nello spazio. Record di permanenza nello spazio per una singola navicella spaziale. |
| 1971                                                                                         |                                                         |                                                         |                                                         |                                                         | |
| Alan Shepard Stuart Roosa Edgar Mitchell                                                     | 31 gennaio 1971 Apollo 14                               | 31 gennaio 1971 Apollo 14                               | 9 febbraio 1971 Apollo 14                               | 9 febbraio 1971 Apollo 14                               | Terzo allunaggio umano. Shepard diventa l'unico astronauta del programma Mercury ad aver camminato sulla luna. |
| Vladimir Šatalov Aleksej Eliseev Nikolaj Rukavišnikov                                        | 23 aprile 1971 Sojuz 10                                 | 23 aprile 1971 Sojuz 10                                 | 25 aprile 1971 Sojuz 10                                 | 25 aprile 1971 Sojuz 10                                 | Fallisce l'aggancio con la stazione Saljut 1. |
| Georgij Dobrovol'skij Viktor Pacaev Vladislav Volkov                                         | 6 giugno 1971 Sojuz 11                                  | Saljut 1                                                | Saljut 1                                                | 29 giugno 1971 Sojuz 11                                 | Riesce l'attracco alla Saljut 1 (prima stazione spaziale). Tutto l'equipaggio muore durante il rientro a causa della depressurizzazione della capsula. |
| David Scott Alfred Worden James Irwin                                                        | 26 luglio 1971 Apollo 15                                | 26 luglio 1971 Apollo 15                                | 7 agosto 1971 Apollo 15                                 | 7 agosto 1971 Apollo 15                                 | Quarto allunaggio umano. Primo Rover lunare. |
| 1972                                                                                         |                                                         |                                                         |                                                         |                                                         | |
| John Young Ken Mattingly Charles Duke                                                        | 16 aprile 1972 Apollo 16                                | 16 aprile 1972 Apollo 16                                | 27 aprile 1972 Apollo 16                                | 27 aprile 1972 Apollo 16                                | Quinto allunaggio umano. |
| Eugene Cernan Ron Evans Harrison Schmitt                                                     | 7 dicembre 1972 Apollo 17                               | 7 dicembre 1972 Apollo 17                               | 19 dicembre 1972 Apollo 17                              | 19 dicembre 1972 Apollo 17                              | Sesto e ultimo allunaggio umano del programma Apollo. |
| 1973                                                                                         |                                                         |                                                         |                                                         |                                                         | |
| Pete Conrad Paul Weitz Joseph Kerwin                                                         | 25 maggio 1973 Skylab 2                                 | Skylab                                                  | Skylab                                                  | 22 giugno 1973 Skylab 2                                 | Primo equipaggio dello Skylab. Trascorso quasi un mese nello spazio. |
| Alan Bean Jack Lousma Owen Garriott                                                          | 28 luglio 1973 Skylab 3                                 | Skylab                                                  | Skylab                                                  | 25 settembre 1973 Skylab 3                              | Trascorsi due mesi nello spazio. Svolti diversi esperimenti scientifici. |
| Vasilij Lazarev Oleg Makarov                                                                 | 27 settembre 1973 Sojuz 12                              | 27 settembre 1973 Sojuz 12                              | 29 settembre 1973 Sojuz 12                              | 29 settembre 1973 Sojuz 12                              | Test del nuovo modello del Sojuz dopo la tragedia del Sojuz 11. |
| Gerald Carr Bill Pogue Edward Gibson                                                         | 16 novembre 1973 Skylab 4                               | Skylab                                                  | Skylab                                                  | 8 febbraio 1974 Skylab 4                                | Trascorsi tre mesi nello spazio Vengono condotti diversi esperimenti scientifici. |
| Valentin Lebedev Pëtr Klimuk                                                                 | 18 dicembre 1973 Sojuz 13                               | 18 dicembre 1973 Sojuz 13                               | 26 dicembre 1973 Sojuz 13                               | 26 dicembre 1973 Sojuz 13                               | Secondo test della nuova capsula del Sojuz. Osservazioni astrofisiche. |
| 1974                                                                                         |                                                         |                                                         |                                                         |                                                         | |
| Jurij Artjuchin Pavel Popovič                                                                | 3 luglio 1974 Sojuz 14                                  | Saljut 3                                                | Saljut 3                                                | 19 luglio 1974 Sojuz 14                                 | Missione militare; si valutano le possibili applicazioni militari dei voli spaziali umani. |
| Lev Dëmin Gennadij Sarafanov                                                                 | 26 agosto 1974 Sojuz 15                                 | 26 agosto 1974 Sojuz 15                                 | 28 agosto 1974 Sojuz 15                                 | 28 agosto 1974 Sojuz 15                                 | Fallisce l'aggancio con la stazione Saljut 3. |
| Anatolij Filipčenko Nikolaj Rukavišnikov                                                     | 2 dicembre 1974 Sojuz 16                                | 2 dicembre 1974 Sojuz 16                                | 8 dicembre 1974 Sojuz 16                                | 8 dicembre 1974 Sojuz 16                                | Test dei sistemi in preparazione alla missione congiunta Unione Sovietica-Stati Uniti. |
| 1975                                                                                         |                                                         |                                                         |                                                         |                                                         | |
| Georgij Grečko Aleksej Gubarev                                                               | 11 gennaio 1975 Sojuz 17                                | Saljut 4                                                | Saljut 4                                                | 10 febbraio 1975 Sojuz 17                               | Ricerche astronomiche. |
| Vasilij Lazarev Oleg Makarov                                                                 | 5 aprile 1975 Sojuz 18-1                                | 5 aprile 1975 Sojuz 18-1                                | 5 aprile 1975 Sojuz 18-1                                | 5 aprile 1975 Sojuz 18-1                                | A causa di un malfunzionamento non raggiunge l'orbita prevista; Quota raggiunta 192 km. |
| Pëtr Klimuk Vitalij Sevast'janov                                                             | 24 maggio 1975 Sojuz 18                                 | Saljut 4                                                | Saljut 4                                                | 26 luglio 1975 Sojuz 18                                 | Si conducono ricerche sulla possibilità di missioni a lungo termine nello spazio. |
| Aleksej Leonov Valerij Kubasov                                                               | 15 luglio 1975 Sojuz 19                                 | 15 luglio 1975 Sojuz 19                                 | 21 luglio 1975 Sojuz 19                                 | 21 luglio 1975 Sojuz 19                                 | Programma test Apollo-Sojuz; prima missione congiunta tra americani e sovietici. Le due navi si agganciano nello spazio e gli astronauti si scambiano bandiere e regali. Sarà l'ultima missione statunitense con equipaggio fino a quella dello shuttle Columbia nel 1981 (STS-1). |
| Thomas Stafford Vance Brand Deke Slayton                                                     | 15 luglio 1975 Apollo-Sojuz (chiamato anche: Apollo 18) | 15 luglio 1975 Apollo-Sojuz (chiamato anche: Apollo 18) | 24 luglio 1975 Apollo-Sojuz (chiamato anche: Apollo 18) | 24 luglio 1975 Apollo-Sojuz (chiamato anche: Apollo 18) | Programma test Apollo-Sojuz; prima missione congiunta tra americani e sovietici. Le due navi si agganciano nello spazio e gli astronauti si scambiano bandiere e regali. Sarà l'ultima missione statunitense con equipaggio fino a quella dello shuttle Columbia nel 1981 (STS-1). |
| 1976                                                                                         |                                                         |                                                         |                                                         |                                                         | |
| Boris Volynov Vitalij Žolobov                                                                | 6 giugno 1976 Sojuz 21                                  | Saljut 5                                                | Saljut 5                                                | 24 agosto 1976 Sojuz 21                                 | Si studiano le possibilità di sorveglianza militare della stazione Saljut 5. |
| Valerij Bykovskij Vladimir Aksënov                                                           | 9 settembre 1976 Sojuz 22                               | 9 settembre 1976 Sojuz 22                               | 23 settembre 1976 Sojuz 22                              | 23 settembre 1976 Sojuz 22                              | Fotografie della Terra. |
| Vjačeslav Zudov Valerij Roždestvenskij                                                       | 14 ottobre 1976 Sojuz 23                                | 14 ottobre 1976 Sojuz 23                                | 16 ottobre 1976 Sojuz 23                                | 16 ottobre 1976 Sojuz 23                                | Fallisce l'aggancio con la stazione Saljut 5. |
| 1977                                                                                         |                                                         |                                                         |                                                         |                                                         | |
| Viktor Gorbatko Jurij Glazkov                                                                | 7 febbraio 1977 Sojuz 24                                | Saljut 5                                                | Saljut 5                                                | 25 febbraio 1977 Sojuz 24                               | Si investiga sulla qualità dell'aria a bordo della Saljut 5. |
| Uladzimir Kavalënak Valerij Rjumin                                                           | 9 ottobre 1977 Sojuz 25                                 | 9 ottobre 1977 Sojuz 25                                 | 11 ottobre 1977 Sojuz 25                                | 11 ottobre 1977 Sojuz 25                                | Fallisce l'aggancio con la stazione Saljut 6. |
| Georgij Grečko Jurij Romanenko                                                               | 10 dicembre 1977 Sojuz 26                               | Saljut 6                                                | Saljut 6                                                | 16 marzo 1978 Sojuz 27                                  | Primo aggancio riuscito con la Saljut 6. |
| 1978                                                                                         |                                                         |                                                         |                                                         |                                                         | |
| Vladimir Džanibekov Oleg Makarov                                                             | 10 gennaio 1978 Sojuz 27                                | Saljut 6                                                | Saljut 6                                                | 16 gennaio 1978 Sojuz 26                                | |
| Aleksej Gubarev Vladimír Remek                                                               | 2 marzo 1978 Sojuz 28                                   | Saljut 6                                                | Saljut 6                                                | 10 marzo 1978 Sojuz 28                                  | Primo astronauta ceco, primo astronauta europeo e primo astronauta a non essere né statunitense né sovietico (Remek). |
| Uladzimir Kavalënak Aleksandr Ivančenkov                                                     | 15 giugno 1978 Sojuz 29                                 | Saljut 6                                                | Saljut 6                                                | 2 novembre 1978 Sojuz 31                                | Cambio di equipaggio sulla stazione Saljut 6. |
| Pëtr Klimuk Mirosław Hermaszewski                                                            | 27 giugno 1978 Sojuz 30                                 | Saljut 6                                                | Saljut 6                                                | 5 luglio 1978 Sojuz 30                                  | Primo astronauta polacco (Hermaszewski). Vengono condotte ricerche in campo biologico e si compiono studi sull'aurora boreale. |
| Valerij Bykovskij Sigmund Jähn                                                               | 26 agosto 1978 Sojuz 31                                 | Saljut 6                                                | Saljut 6                                                | 3 settembre 1978 Sojuz 29                               | Primo astronauta dell'ex Germania Est (Jähn). |
| 1979                                                                                         |                                                         |                                                         |                                                         |                                                         | |
| Vladimir Ljachov Valerij Rjumin                                                              | 25 febbraio 1979 Sojuz 32                               | Saljut 6                                                | Saljut 6                                                | 19 agosto 1979 Sojuz 34                                 | Cambio di equipaggio sulla stazione Saljut 6. |
| Nikolaj Rukavišnikov Georgi Ivanov                                                           | 10 aprile 1979 Sojuz 33                                 | 10 aprile 1979 Sojuz 33                                 | 12 aprile 1979 Sojuz 33                                 | 12 aprile 1979 Sojuz 33                                 | Primo astronauta bulgaro nello spazio (Ivanov). Fallisce l'aggancio con la Saljut 6. |
| Sommario • Anni 1960 • Anni 1970 • Anni 1980 • Anni 1990 • Anni 2000 • Anni 2010 • Anni 2020 |                                                         |                                                         |                                                         |                                                         | |